# Evangelische Kirche (Märkisch Buchholz)

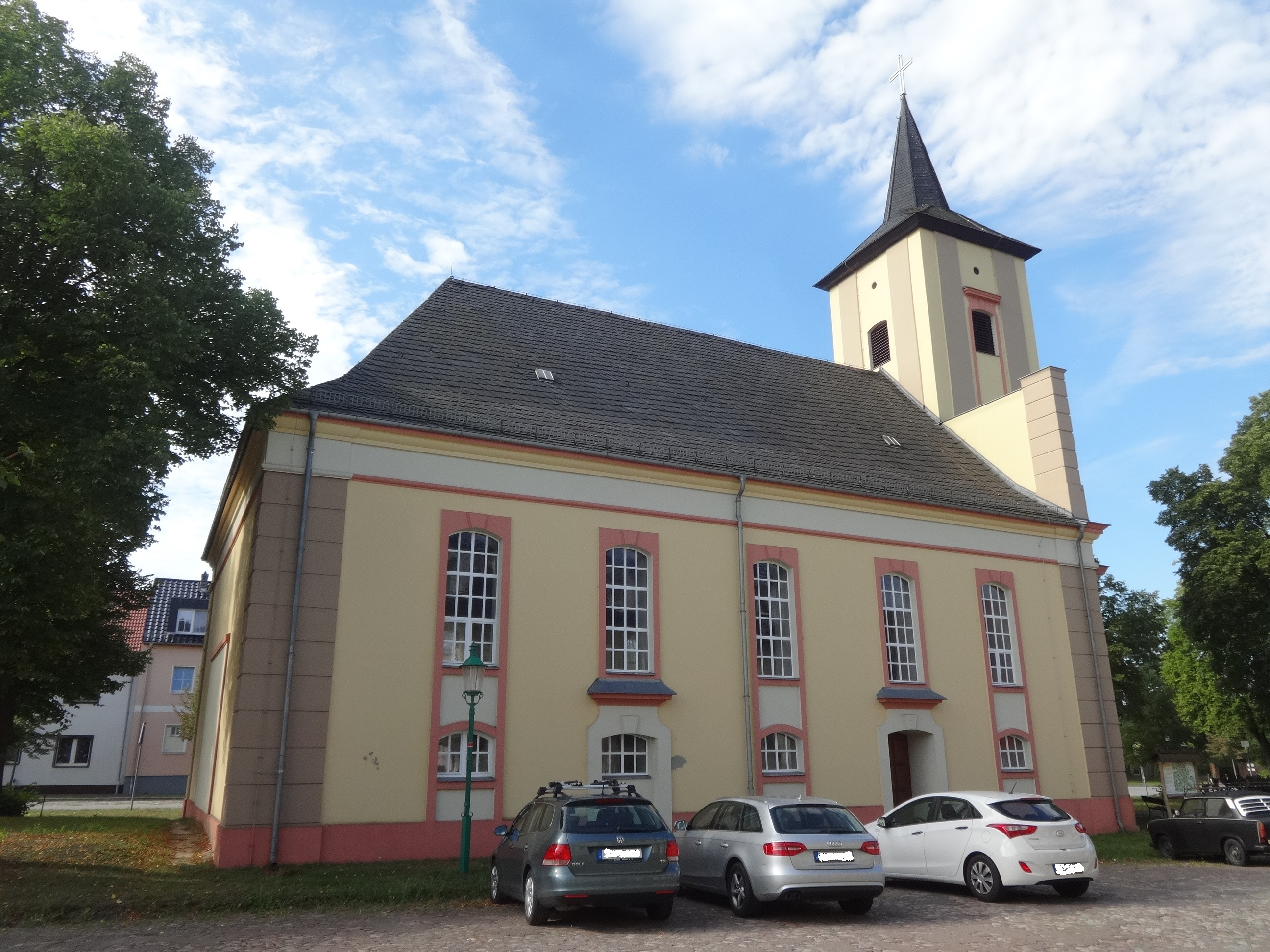
Kirche in Märkisch Buchholz

Die evangelische Kirche Märkisch Buchholz ist ein klassizistischer Sakralbau in der Stadt Märkisch Buchholz im Landkreis Dahme-Spreewald in Brandenburg. Sie gehört zur evangelischen Gesamtkirchengemeinde im Dahme-Seenland im Kirchenkreis Zossen-Fläming der Evangelischen Kirche Berlin-Brandenburg-schlesische Oberlausitz. Das Gebäude wurde Mitte des 18. Jahrhunderts erbaut.

## Geschichte
Im Jahr 1346 wurde erstmals eine Kirche in Buchholz urkundlich erwähnt. Von ihr sind heute jedoch keine Spuren mehr erhalten geblieben. Nördlich dieser Kirche stand zu dieser Zeit eine Holzkirche, die 1751 durch einen Bau aus Fachwerk ersetzt wurde. Nur ein Jahr später wurde dieses Bauwerk bei dem großen Stadtbrand 1752 zerstört. Auf Geheiß des Gutsbesitzers Buchholz August Wilhelm von Preußen, der jüngere Bruder von Friedrich II., entstand nur ein Jahr später ein massiver Neubau. Der Sakralbau trug ihm zu Ehren die Wetterfahne mit einer vergoldeten Krone sowie die Initialen „AW“. Im Zweiten Weltkrieg wurde diese Fahne von der Spitze geschossen, konnte aber gesichert werden. Anschließend brannte die Kirche aus. Im Kirchturm konnte bereits 1953 ein Geläut aufgehängt werden, dass aus einem Hamburger Glockenfriedhof stammte. Der Wiederaufbau zog sich über mehrere Jahrzehnte hin, begann 1959 und wurde mit der Ausmalung des Innenraums im Jahr 1967 abgeschlossen. Im Jahr 1977 konnte eine Orgel angeschafft werden. Zur 700-Jahr-Feier erhielt das Bauwerk im Jahr 2001 einen neuen Anstrich. Mittlerweile sind neue Arbeiten im Innenraum erforderlich. Teile des Deckengesims sind bereits abgefallen.

## Architektur
Die Saalkirche wurde im Stil des Klassizismus errichtet. Das Kirchenschiff verfügt über einen rechteckigen Grundriss mit einem geraden Chor ohne Apsis. Es ist durchgängig mit einem hell-gelblichen Putz versehen. An der Nord- und Südseite befinden sich je fünf hochgestellte, bienenkorbförmige Sprossenfenster, deren Laibung profiliert von der Fassade hervortritt. Dieser Effekt wurde durch einen pastellfarbenen Anstrich noch verstärkt. Sie wird nach unten hin verlängert und umrahmt dort drei weitere, deutlich kleinere Fenster zwischen denen sich zwei Portale befinden. Das östliche der beiden Portale an der Südwand ist teilweise vermauert und durch ein identisch gestaltetes Fenster ersetzt. Die Nordseite des Kirchenschiffs ist identisch zur Südseite aufgebaut. Auch hier finden sich fünf Fenster mit zwei darunter liegenden Portalen, wobei das östliche auch hier vermauert ist. Die Ecken des Kirchenschiffs heben sich mit horizontal gegliederten und mit einem hellbraunen Anstrich versehenen Lisenen deutlich vom Bauwerk ab. Unterhalb der Dachtraufe befinden sich zwei umlaufende, glatte Friese. Der Chor ist sehr schlicht gehalten. Auf der hellgelb verputzten Fläche hebt sich eine rechteckige, mit einer schlanken Lisene und einem Gesims abgehobene Fläche ab, die weiß gestrichen ist. Der Westturm hat einen annähernd quadratischen Grundriss. Bis zur Höhe der Dachtraufe ist auch er mit je einer hellbraunen Lisene an seinen Ecken gestaltet. Die Fenster nehmen die Formen aus dem Kirchenschiff auf. Darüber tritt er ein wenig zurück und ist mit senkrecht verlaufenden, abwechselnd hellgelb-hellbraun Linien gestaltet. Im drüber liegenden Geschoss befinden sich an jeder Seite zwei bienenkorbförmige Klangarkaden. Der achtfach geknickte Turmhelm ist mit schwarzem Schiefer gedeckt und schließt mit einem Kreuz ab. Auffällig sind die Blenden am Übergang vom Turm zum Kirchenschiff.

## Kirchenausstattung
Die Kirchenausstattung ist neuzeitlich. Auf der Empore steht eine Sauer-Orgel aus dem Jahr 1977 mit 11 Registern auf zwei Manualen und Pedal.
Östlich des Bauwerks befindet sich auf dem Anger ein Denkmal für die Gefallenen der Weltkriege. Auf der Vorderseite ist die Inschrift angebracht: „Den Opfern von Krieg und Völkerhaß – Den Toten zum Gedenken – Den Lebenden zur Mahnung – Die Stadt Märkisch Buchholz“.